# Филиз
Филѝзът е млада клонка, т.е., клонка, развила се през последния вегетационен период. Нарича се също „летораст“, т.е. пораснал за едно лято. Младите клонки имат голямо значение за разграничаването на многогодишните растителните видове, вкл. дървесните, тъй като те носят повече белези, типични за съответния вид, в сравнение с 2-годишните и по-стари клонки – наличие на власинки, оцветяване и пр.